# Владимирская (станция)
Владимирская — станция Санкт-Петербургского отделения Октябрьской железной дороги на однопутной линии Мга — Гатчина — Ивангород. На станции останавливается одна пара пригородныx электропоeздов по пятницам и воскресеньям Санкт-Петербург-Витебский — Луга-1. Поезд дальнего следования «Балтийский экспресс» проходит через станцию без остановки.
В 2023 году согласована концепция Юго-Западного железнодорожного обхода Санкт-Петербурга, который свяжет станции Владимирская и Бронка.